# Aldehid
Aldehid je organska spojina s terminalno karbonilno skupino –CH=O. Funkcionalna skupina se imenuje tudi aldehidna, formilna ali metanoilna skupina. Aldehidi nastanejo z oksidacijo primarnih alkoholov in se naprej oksidirajo v karboksilne kisline.
Beseda aldehid je nastala iz izraza dehid-rogenirani al-kohol. V starejši nomenklaturi so se nekateri aldehidi imenovali po ustreznih alkoholih: acetaldehid se je imenoval vinski aldehid, ker nastaja iz etanola, glavni vir atanola pa je bilo vino. Enak izvor ima izraz vinil.
Zaradi resonančne stabilizacije konjugirane baze je α-vodikov atom v aldehidu bolj kisel od vodikovega atoma v alkanu in ima pKa=17.

## Nomenklatura
IUPAC predpisuje za aldehide naslednji sistem poimenovanja:
1. Aciklični alifatski aldehidi se poimenujejo kot derivati najdaljše verige ogljikovih atomov, ki vsebuje aldehidno skupino: HCHO je derivat metana, CH3CH2CH2CHO  pa derivat butana. Ime aldehida se tvori tako, da se imenu alkana doda pripono –al. Omenjena aldehida sta torej metan-al oziroma butan-al.
2. Če je aldehidna skupina vezana na ogljikov obroč, dobi aldehid pripono karbaldehid. Spojina C6H11CHO  je torej cikloheksankarbaldehid. Če je v spojini funkcionalna skupina z višjo prioriteto, na primer karboksilna skupina –COOH, dobi aldehidna skupina predpono formil-, na primer matanoil-.
3. Če je spojina naravni proizvod ali karboksilna kislina, se za poimenovanje aldehidov uporabi predpono okso-, pred njo pa se navede njen položaj, se pravi zaporedno številko ogljikovega atoma, na katerem je vezan karbonilni kisik. Ogljikov atom v skupini –COOH ima položaj 1. Primer: spojina CHOCH2COOH je 3-oksopropanojska kislina.
4. Aldehid lahko dobi ime tudi po karboksilni kislini, ki nastane z njegovo oksidacijo. V tem primeru bo njegovo ime sestavljeno iz prvega dela imena kisline in pripone –aldehid, na primer:

- HCHO je formaldehid,
- CH3CHO acetaldehid,
- C6H5CHO benzaldehid itd.

### Druga nomenklatura
Ogljikov atom ob karbonilni skupini se imenuje α ogljik. Naslednja ogljikova atoma sta β in  γ ogljik in tako naprej. Na enak način so poimenovani vodikovi atomi: vodik na α ogljiku je α vodik in tako naprej.
Reakcije, ki v spojino vnesejo karbonilno skupino, se imenujejo formiliranje.

## Lastnosti

### Fizikalne lastnosti
Fizikalne lastnosti aldehidov so odvisne predvsem od števila ogljikovih atomov, se pravi od njihove molske mase. Nižji aldehidi, razen formaldehida, so tekoči, višji aldehidi pa so trdne snovi. Aldehidi imajo višja vrelišča od pripadajočih alkanov in cikloalkanov in nižja od pripadajočih alkoholov.
Aldehidna skupina  je zaradi večje elektronegativnosti kisika v primerjavi z ogljikom in dveh neveznih kisikovih elektronskih parov polarna.  Aldehidi so zato topni v etanolu, dietiletru in vodi. Topnost v vodi z naraščajočim številom ogljikovih atomov pada, ker vedno bolj prevladuje nepolarnost verige ogljikovih atomov.

### Kemične lastnosti
V  karbonilni skupini je med ogljikom in kisikom ena π-vez, zato so aldehidi precej reaktivni. Najreaktivnejši je formaldehid, z naraščajočim številom ogljikovih atomov pa reaktivnost pada.
Večina aldehidov je zdravju škodljiva.

## Sinteze
- Oksidacija primarnih alkoholov: v laboratoriju poteče oksidacija s segrevanjem alkohola s kromovimi(VI) spojinami, na primer s natrijevim dikromatom (K2Cr2O7), ki se med reakcijo reducira v zeleno obarvani Cr 3+. Nastali aldehid se s prebitnim dikromatom oksidira naprej v karboksilno kislino, zato je treba aldehid odstranjevati iz reakcijske zmesi z destilacijo, če je hlapen, ali pa uporabiti milejši oksidant, na primer piridinijev klorokromat, 2-jodobenzojevo kislino, Dess-Martinov perjodinan ali uporabiti Swernovo oksidacijo. Primer: oksidacija propan-1-ola v propionaldehid in pentan-1-ola v pentanal:

CH3CH2CH2OH → CH3CH2CHO
- Iz alk-1-enov z ozonom. V reakciji najprej nastanejo nestabilni in eksplozivni vmesni produkti ozonidi, iz katerih z redukcijo s cinkom nastanejo aldehidi. Proces se imenuje ozonoliza.
- Z redukcijo estrov z diizobutil aluminijevim hidridom ali natrijevim aluminijevim hidridom.
- Z redukcijo kislinskega klorida z litijevim tri-t-butoksilaluminijevim hidridom (LiAlH(O-t-C4H9)3).
- Z reakcijo ketonov z metoksimetilentrifenilfosfinom v modificirani Wittingovi reakciji.
- S formiliranjem.
- S hidrolizo soli primarnih nitro spojin (Nefova reakcija).
- Zinckejevi aldehidi nastanejo z reakcijo piridinijevih soli s sekundarnimi amini, kateri sledi hidroliza.
- Stephenova sinteza aldehidov iz nitrilov, kositrovega(II) klorida in klorovodikove kisline.
- S hidrolizo oksazina (Meyersova sinteza).
- S termično dekompozicijo acilsulfonilhidrazidov (McFayden-Stevensova reakcija).

## Reakcije

### Keto-enolna tavtomerija
Aldehidi lahko obstajajo v keto ali v enolni obliki. Pretvarjanje ene oblike v drugo, ki ga katalizirajo kisline ali baze, imenujemo keto-enolna tavtomerija.

### Redukcija in oksidacija
- Aldehidna skupina se lahko reducira v skupino –CH2-OH, tako da iz aldehidov nastanejo primarni alkoholi.
- Aldehidna skupina se lahko oksidira v skupino –COOH, tako da iz aldehidov nastanejo  karboksilne kisline. Oksidacija poteče s kalijevim permanganatom (KMnO4), dušikovo(V) kislino (HNO3), kromovim(VI) oksidom (CrO3) in nakisanim kalijevim bikromatom (K2Cr2O7).
- Zmes manganovega dioksida (MnO2), ocetne kisline (CH3COOH) im metanola (CH3OH) pretvori aldehide v metilne estre.[4]
- Ena od oksidacijskih reakcij je preskus s vim zrcalalom. V tej reakciji se aldehid obdela s Tollensovim reagentom, ki se pripravi tako, da se raztopini srebrovega nitrata (AgNO3) doda kapljica raztopine natrijevega hidroksida (NaOH). Raztopini se nato doda toliko raztopine amonijevega hidroksida (NH4OH), da se nastala oborina srebrovega(I) oksida (Ag2O) razropi in nastane kompleks [Ag(NH3)2]+. Nastali reagent oksidira aldehide v karboksilne kisline ne da bi se pri tem prekinila dvojna vez C=O. Preskus s srebrovim zrcalalom se imenuje zato, ker se stene reakcijske posode prevlečejo s kovinskim srebrom, tako da reakcija lahko služi kot kvalitativni dokaz za prisotnost aldehidov.
- Cannizzarova reakcija. Aldehidi, ki nimajo α-vodika, na primer benzaldehid, z močnimi bazami tvorijo zmes alkoholov in karboksilnih kislin (disproporcionacija):

### Nukleofilne adicije
V nukleofilnih adicijah se nukleofil adira na karbonilno skupino, tako da nastane adicijska spojina, ki ima tetraedrično strukturo, podobno metanu. Po protoniranju kisikovega atoma v karbonilni skupini, do katerega lahko pride pred adicijo ali po njej, nastane produkt, v katerem je ogljikov atom iz karbonilne skupine vezan na nukleofil, vodikov atom in hidroksilno skupino.
Po adiciji se v mnogih primerih odcepi voda. Takšne reakcije spadajo med adicijsko-eliminacijske ali adicijsko-kondenzacijske reakcije.
Primeri nukleofilnih adicijskih reakcij:
- Pri acetalizaciji v kislih ali bazičnih pogojih se na karbonilno skupino adira alkohol, tako da nastane polacetal:

V kislih pogojih polacetal še naprej reagira z alkoholom, tako da nastaneta acetal in voda. Enostavni polacetali običajno nestabilni. Izjeme so nekateri ciklični polacetali, na primer glukoza. Acetali so stabilni, vendar se v kislem mediju pretvorijo nazaj v aldehide.
- Aldehidi v kislem in bazičnem mediju reagirajo z vodo in tvorijo hidrate R-C(H)(OH)(OH), ki so stabilni samo v prisotnosti skupin, ki močno odvzemajo elektrone. Takšen je, na primer, kloralhidrat (CCl3-CH(OH)2). Reakcijski mehanizem je identičen tvorbi polacetalov.
- Alkimino-de-ekso-bisubstitucija je adicija primarnega ali sekundarnega amina na karbonilno skupino. Proton (vodik) se prenese z dušikovega atoma na kisikov atom, tako da nastane karbinolamin. V adicijah primarnih aminov lahko karbinolamini odcepijo molekulo vode, tako da nastanejo imini. Reakcijo katalizirajo kisline.

- Na karbonilno skupino se lahko adira tudi ciano skupina iz HCN, pri čemer nastanejo cianohidrini R-C(H)(OH)(CN).

- V Grignardovih reakcijah se na karbonilno skupino adira Grignardov reagent. Končni produkt reakcije je alkohol s substituirano skupino iz Grignardovega reagenta. Podobni reakciji sta Barbierova in Nozaki-Hiyama-Kishijeva reakcija.
- V aldolni reakciji se na aldehide adirajo enolati ketonov, estri, amidi in karboksilne kisline, pri čemer nastanejo β-hidroksikarbonilne spojine (aldoli). Kislo ali bazično katalizirana dehidracija povzroči pretvorbo aldolov v α,β-nenasičene karbonilne spojine. Kombinacija obeh reakcij se imenuje aldolna kondenzacija.
- Na karbonilno skupino se lahko adira tudi hidroksilamin (NH2OH). Po eliminaciji vode nastane oksim.
- Z adicijo amonijaka, ki je vezan kot H2NNR2, takšna sta, na primer, hidrazin (H2NNH2)  ali 2,4-dinitrofenilhidrazin, nastanejo po eliminaciji vode hidrazoni R1R2C=N-NH2. Reakcija je osnova preskusa za ugotavljanje prisotnosti aldehidov in ketonov.

### Druge reakcije
- Če se aldehid pretvori v enostaven hidrazon (RCH=NHNH2), se bo  s segrevanjem hidrazona z bazami, na primer s KOH, terminalni ogljik  reduciral v metilno skupino. Reakcijo lahko v sumarni obliki zapišemo kot

RCH=O → RCH3
- Aldehidi se v reakcijah z reducenti, na primer z magnezijem, pretvorijo v diole.
- Wittingova reakcija pretvori aldehide v alkene, Corey-Fuchsova reakcija pa v alkine. V obeh reakcijah se uporablja trifenilfosfin
(P(C6H5)3). Aldehidi se pretvorijo v alkene tudi v Takayevi reakciji. Reagent Corey-Čajkovskega (sulfonijev ilid) pretvori aldehide v epokside.

## Pomembnejši aldehidi
- Metanal (formaldehid)
- Etanal (acetaldehid)
- Propanal (propionaldehid)
- Butanal (butiraldehid)
- Benzaldehid

## Sorodne spojine
- Dialdehidi
- Alkoholi
- Ketoni
- Karboksilne kisline